# 短蓋肥脂鯉
短蓋肥脂鯉（學名：Piaractus brachypomus），又稱淡水白鯧、紅銀板、紅腹銀板，為輻鰭魚綱脂鯉目锯脂鲤科肥脂鯉屬中的一個物種。

## 分布
本魚分布於南美洲亞馬遜河與奧里諾科河流域。

## 特徵
本魚除了胸部、鰓蓋的下緣，胸鰭、臀鰭呈紅色外，其餘部分為銀色，在側線上方有淺黑斑點。嘴中有牙齒，但不如其他肉食性種類的大，臀鰭和尾鰭有黑邊。體長可達88公分。外表常讓人誤以為是食人魚。

## 生態
本魚棲息淡水溪流中，性情溫和，屬雜食性（偏草食性），主要以植物樹木掉落下來的種子、堅果、水果和水草為食，也會捕食昆蟲、甲殼類動物、浮游生物。

## 經濟利用
在當地為重要的食用魚和養殖魚類，另外可作為觀賞魚，飼養時需要大型的水族箱。另外，其牙齒雖不銳利，但強而有力，捕捉時仍須小心。